# Хотака (гора)
Гора Хотака — гора, що має висоту 3190 м і розташована в горах Хіда в національному парку Чубу Сангаку. Гора Хотака є третя за висотою вершина Японії та входить до списків 100 відомих гір Японії, 100 відомих гір Нової Японії, та 100 відомих квіткових гір. Ця гора розташована на гірському хребті Хотака.

## Опис
Кажуть, що гора є місцем де Хотакамі, головне божество святилища Хотака, спустився, і там знаходиться святилище Мінемія.
На північ від гори Хотака розташовані гора Карасава (3110 м), на південний захід — гора Нішіхотака(2909 м), на північному сході — гора Маехотака (3090 м).
1 листопада 2020 року гора була виміряна GNSS, висоту зазначено 3191 м.
По горі Хотака проходить кордон між містом Мацумото, префектура Нагано, і містом Такаяма, префектура Гіфу.
Геологічно андезитові породи Хотака, які мають стовпчасті з’єднання, були розмиті гірськими льодовиками, і круті скелясті вершини простягаються з півночі на південь.

## Маршрути сходження

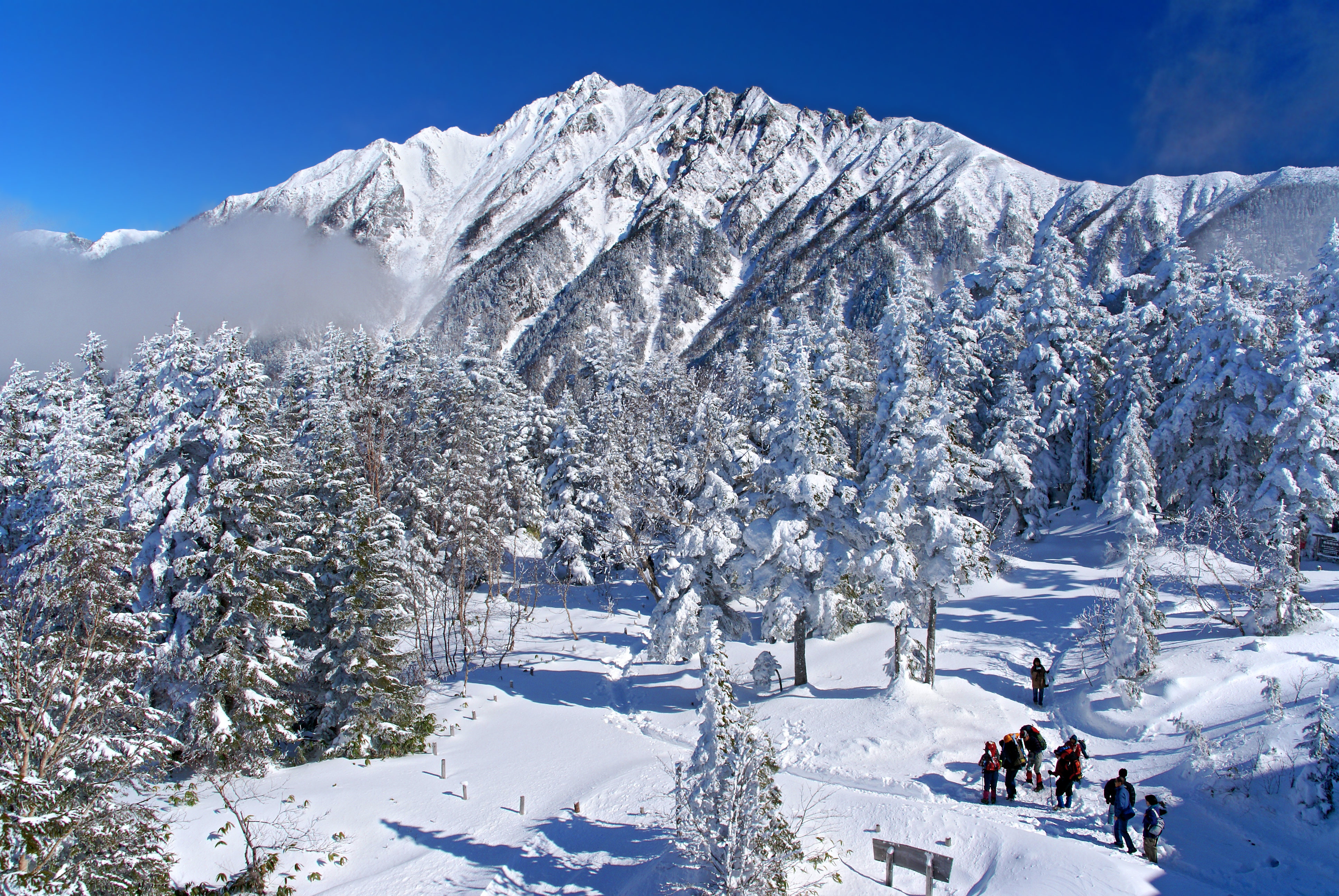
Вид на гору Хотака зі станції Нісіхотакагуті канатної дороги Сінхотака

У 1690 році було перше сходження на гору Хотака, яке документально підтверджено. У 1924 році група альпійського клубу університету Кейо здійснила перше зимове сходження на гору.
Хоча на гірський хребет Хотака часто піднімаються під час снігового сезону, популярними є походи коли саме немає снігу. Деякі маршрути надзвичайно небезпечні, або навіть непрохідні, коли є сніг. Гора та її оточення має багато складних траверсів і маршрутів для скелелазіння, скелясті хребти, великі панорамні краєвиди приваблюють багатьох альпіністів. Навколо Камікочі є готелі та інші заклади розміщення, а також є багато гірських хатин у важливих точках уздовж гірських стежок, і є спеціальні місця для кемпінгу.
Вид на гору Хотака, який можна побачити з високогірної долини Камікоті, є одним із найкращих в Японії. Підйом на гору з цієї долини триває приблизно 8 годин 30 хвилин, він проходить через вершину Карасаву, з декількома зупинками біля гірських хатинок, з обов'язкової ночівлею. Альпіністський маршрут Йокоо-Хотака є найбільш використовуваним маршрутом для сходження.
Загальна гірська стежка з боку префектури Гіфу починається від станції Нісіхотакагуті канатної дороги Сінхотака.
Маршрут в межах гори Хотака, за яким новачки можуть легко піднятися, — від Камікочі: Карасава, Шираде-Норікоші та потім до гори Хотака. Цей гірський маршрут має загальну відстань приблизно 36 км і займає приблизно 16 годин, тому рекомендовано ночівлю у наметовому місці в Карасаві перед тим, як відправитися на гору Хотака.
Скелястий район гори Хотака є одним із трьох основних скелястих районів Японії та є однією з мекк для скелелазіння. На хребті, що на південь від гори, є складні місця, такі як кінні спини, ослині вуха та жандарми.

## Мистецтво
- Генітіро Адачі написав такі картини, як «Північна стіна купола Такітані» та «Південна вершина гори Кітахотакадаке».
- Народний музей Тойосіна міста Азуміно має роботу Казана Ігучі (японського художника) під назвою «Гора Ярігатаке та гора Хотака. Шість вигнутих складних ширм».
- Такеші Мізукоші (гірський фотограф) опублікував такі фотокниги, як «Yari Hotaka» (1975, Yama-to-Keikoku-sha) і «Hodaka Light and Wind» (1986, Graphic-sha).
- Фінальна сцена «Історії кохання» (японський фільм, випущений у 1988 році) була заснована на Нісіхо Сансо і розгорталася навколо гори Нісіхотакадоку.
- Волтер Вестон познайомив світ з горою Хотака у своїх книгах, таких як «Сходження та дослідження Японських Альп» (Iwanami Bunko, ISBN 4-00-334741-2).
- Хісая Фукада представив гору Хотака у своїй книзі «100 відомих гір Японії» (Asahi Shimbun, ISBN 4-02-260871-4).
- Ясусі Іноуе серіалізував «Крижану стіну» в Asahi Shimbun (з 24 лютого 1956 по 22 серпня 1957), і вона була опублікована Shinchosha в 1957 році.
- «Бівак вітру та снігу» Акіри Шото був опублікований Хобундо в липні 1960 року.
- Міцухіко Йосіно опублікував «Ставка на Альпи: від Хотаки до Ейгера» (Jitsugyo no Nihon Sha, 1964).
- Рінтаро Азуса опублікував «Альпінізм-убивця — гора Хотака» (Кобунша, 1996, ISBN 4334072003) із серії гірської рятувальної команди Шимона Іккі.

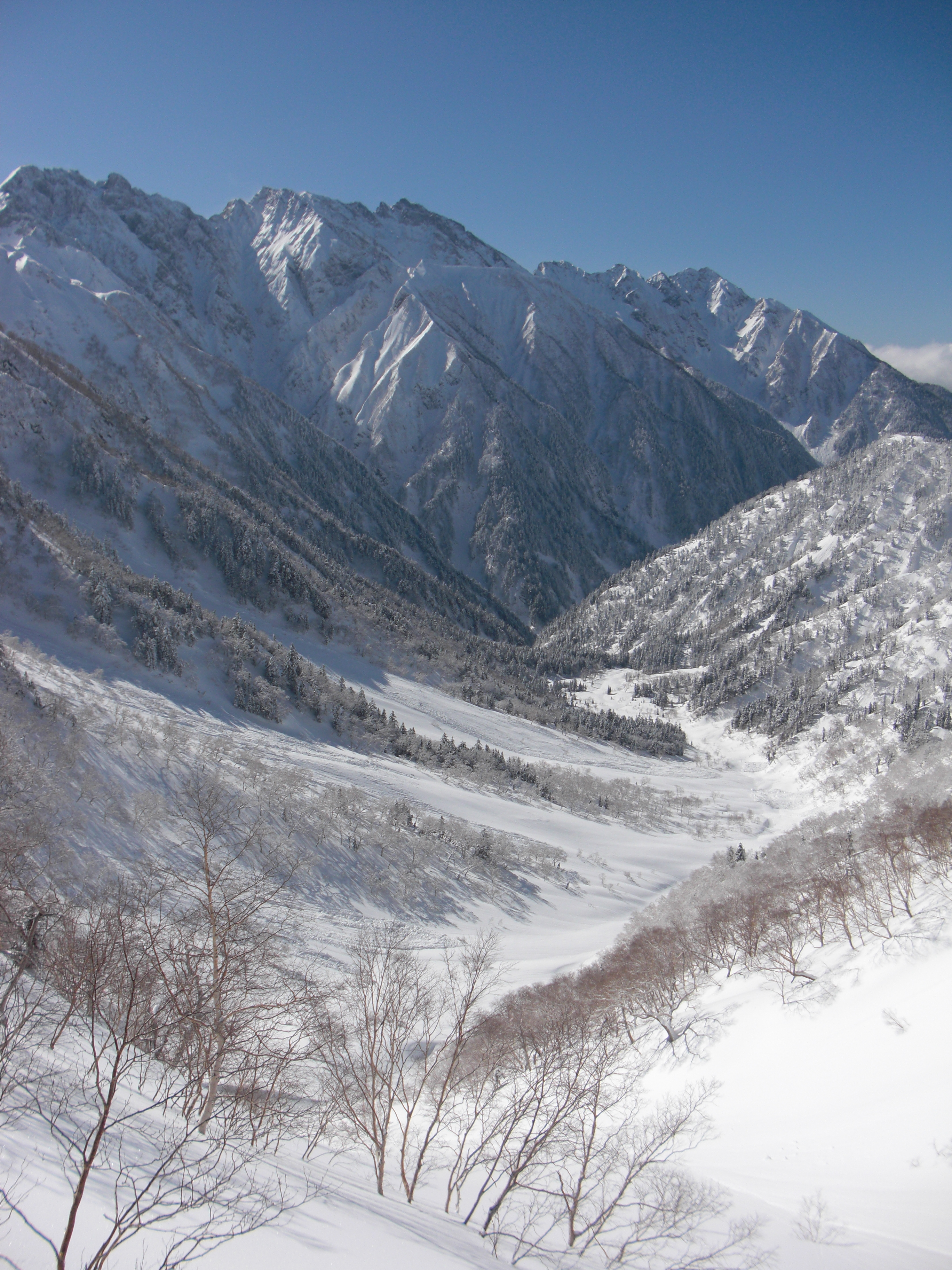
Скелястий район Хідазава і Такідані

### Телепрограми
- «Чотири пори року в гірському хребті Хотака — світ на висоті 3000 метрів» NHK General Television, трансляція 2 січня 1999 р.[17]
- «Моє серце на скелястій вершині — гора Кітахотака» NHK General Television, Small Journey, трансляція 17 вересня 2000 р.[18]
- «Знаменита гора Японії: квітковий пейзаж гори Хотакадаке» NHK Digital Satellite High Vision, трансляція 2 березня 2006 р.[19]
- «Щотижневий огляд відомих гір Японії, гора Хотака» NHK Digital Satellite High Vision, трансляція 3 грудня 2006 р.[20]
- «Kin Toku — Від рідного міста до вас — сезон настав! Гори раннього літа - вражаючі краєвиди свіжої зелені та довготривалого снігу» NHK Nagoya Broadcasting Station Kintoku, трансляція 23 липня 2008 р.[21]
- «Кінтоку — Осінні північні Альпи — вражаючі краєвиди осіннього листя та хмар» NHK Nagoya Broadcasting Station Kintoku, трансляція 7 грудня 2008 р.[22]
- «Північні Альпи влітку, який чудовий краєвид! Пригода над хмарами» NHK General Television, трансляція 23 вересня 2009.[23]

## Примітки

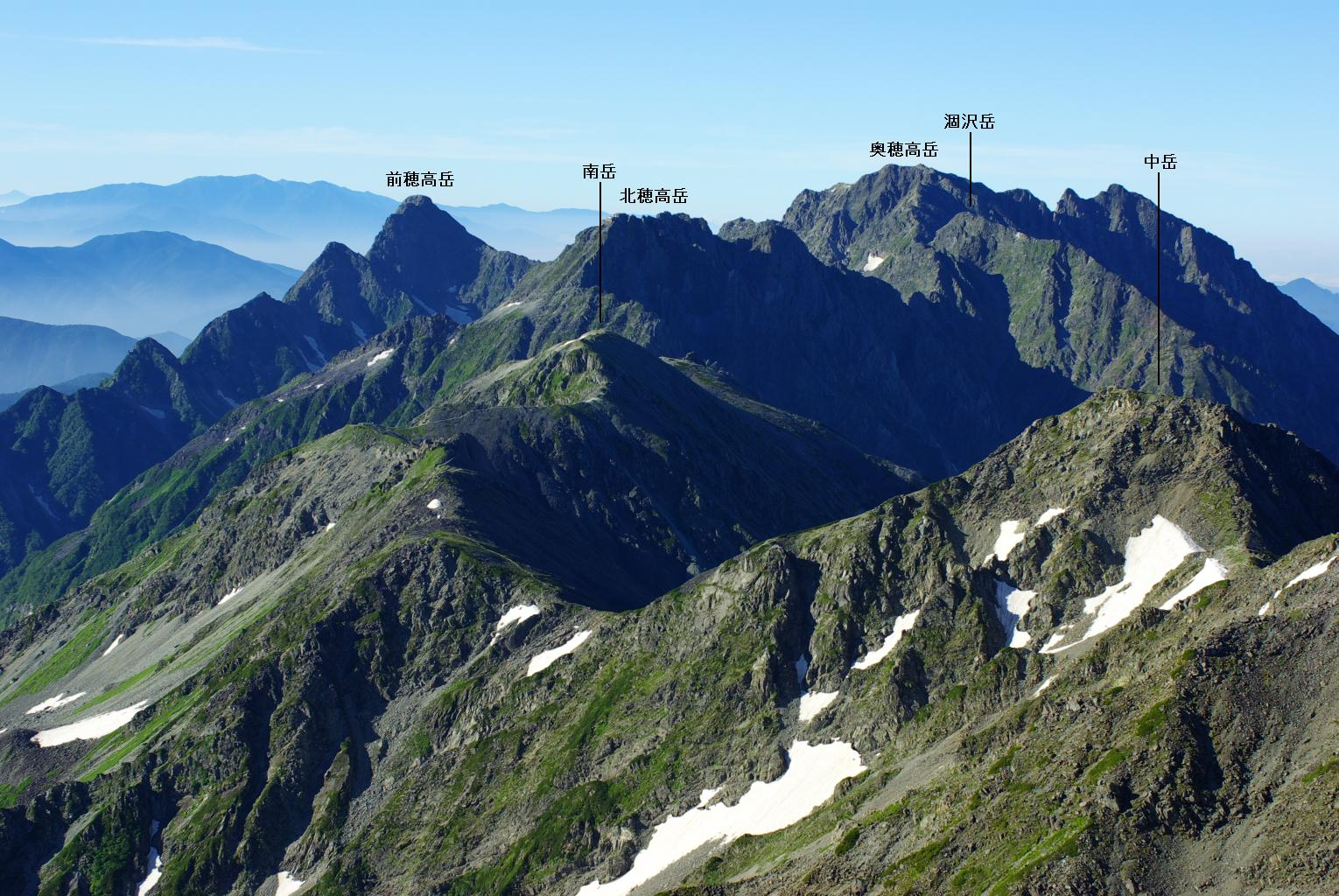
Гірський хребет Хотака, вид з вершини гори Ярігатаке

## Дивись також
- 100 відомих гір Японії
- Список гір Японії (у порядку висоти)
- Кругова долина